# Sweet Child O' Mine
Sweet Child O' Mine est une chanson de Guns N' Roses, troisième single de leur premier album, Appetite for Destruction (1987). C'est l'un des plus grands succès commerciaux du groupe. Cette chanson est la seule du groupe à avoir atteint la première place du Billboard Hot 100.

## Histoire
Au départ, Slash jouait le riff comme exercice pour se délier les doigts, puis pour faire rire Izzy, qui commença à l'accompagner. Dans son autobiographie, Slash raconte "en moins d'une heure, mon exercice de guitare était devenu autre chose". Pour les paroles, Axl s'est inspiré d'un poème qu'il avait écrit pour sa petite amie de l'époque, Erin Everly (fille du pionnier du rock Don Everly).
Ce single sera le seul no 1 de la carrière des Guns, classé pendant 24 semaines dans le top 10 des ventes US.
En 2003, elle est classée par Rolling Stone magazine au 196e rang  parmi les 500 meilleures chansons de tous les temps.
En octobre 2019, le clip vidéo devient le deuxième du groupe (après November Rain), et le premier des années 1980, a atteindre le milliard de visionnages sur YouTube.

## Listes des titres des singles
| 1. | Sweet Child O' Mine (Remix/Edit) | 3:57 |
| 2. | Out To Get Me (LP Version)       | 4:20 |

12" single
1. Sweet Child O' Mine
2. Out To Get Me
3. Rocket Queen

12" single / CD-single
1. Sweet Child O' Mine
2. Whole Lotta Rosie (live) (reprise d'AC/DC)
3. It's So Easy (live)
4. Move To The City

## Musiciens
- Axl Rose – chant
- Slash – guitare électrique
- Izzy Stradlin – guitare électrique, chant additionnel
- Duff McKagan – guitare basse, chant additionnel
- Steven Adler – batterie

## Classements hebdomadaires
| Classement (1988-1989)                 | Meilleure position |
| -------------------------------------- | ------------------ |
| Australie (ARIA)                       | 11                 |
| Belgique (Flandre Ultratop 50 Singles) | 36                 |
| Canada (RPM Top Singles)               | 7                  |
| États-Unis (Billboard Hot 100)         | 1                  |
| Irlande (IRMA)                         | 4                  |
| Nouvelle-Zélande (RMNZ)                | 5                  |
| Pays-Bas (Single Top 100)              | 20                 |
| Royaume-Uni (UK Singles Chart)         | 6                  |
| Suède (Sverigetopplistan)              | 27                 |
| Suisse (Schweizer Hitparade)           | 15                 |

| Classement (2010-2011)      | Meilleure position |
| --------------------------- | ------------------ |
| Espagne (PROMUSICAE)        | 30                 |
| Royaume-Uni (UK Rock Chart) | 1                  |

## Certifications
| Pays              | Certification                  | Unités certifiées |
| ----------------- | ------------------------------ | ----------------- |
| Australie (ARIA)  | 8 × Platine                    | 560 000           |
| Danemark (IFPI)   | Platine                        | 90 000            |
| États-Unis (RIAA) | Or · (Single)                  | 500 000           |
| États-Unis (RIAA) | Platine · (Sonnerie de mobile) | 1 000 000         |
| Italie (FIMI)     | 3 × Platine                    | 150 000           |
| Royaume-Uni (BPI) | 3 × Platine                    | 1 800 000         |

## Reprises
- Sheryl Crow a repris cette chanson en 1998 sur l'album The Globe Sessions.
- Green Day reprend cette chanson lors de leurs live en introduction à leur tube "Brain strew"
- Le groupe Taken By Trees a repris cette chanson en 2008. Slash l'a aussi reprise lors de ses concerts solo avec, comme chanteur Myles Kennedy ou encore Fergie.
- En 2014 par Jasmine Thompson dans l'album Another Bundle of Tantrums.
- En 2020, la chanson a été reprise par les acteurs Kiernan Shipka, Gavin Leatherwood, Tati Gabrielle et Chance Perdomo dans un épisode de la seconde saison de la série télévisée Les Nouvelles Aventures de Sabrina.

## Cinéma
La chanson apparaît pour la première fois au cinéma en 1988 dans le film Bad Dreams.
"Sweet Child O' Mine" apparaît en 2008 dans le film The Wrestler lorsque le personnage interprété par Mickey Rourke monte sur le ring vers la fin du film. Rourke, qui est ami d'Axl Rose, parvint à le convaincre de laisser le film utiliser la chanson pour un montant très inférieur en raison du budget limité du film. Rourke utilisait la chanson dans la vie réelle lorsqu'il montait sur le ring pendant sa carrière de boxeur dans les années 1990.
La chanson apparaît dans le film-culte Les Anges de la nuit en 1990 (avec Sean Penn et Gary Oldman).
La reprise de la chanson par Sheryl Crow apparaît en 1999 dans le film d'Adam Sandler Big Daddy.
La reprise par Taken by Trees apparaît à la fin du film Bébé mode d'emploi. Elle est aussi utilisée dans le trailer du film de 2009 The Last House on the Left.
Le riff initial est entendu dans le film de 2010 Gulliver's Travels, avec Jack Black.
Dans le film Step Brothers, Derek et sa famille chantent la chanson dans une voiture.
En 2015, la chanson apparaît dans The Big Short quand Mark Baum (Steve Carell) se rend compte qu'il y a une bulle immobilière qui peut exploser à n'importe quel moment et qui va causer la crise financière de 2007-2008. 
Une reprise de la chanson, chantée par les acteurs, apparaît dans le film de 2016 Captain Fantastic avec Viggo Mortensen.
La chanson est utilisée dans le film Thor: Love and Thunder (2022) ainsi que dans ses différentes bandes-annonces promotionnelles.